# Золотоножка
Зо́лотоно́жка — село в Константиновском районе Амурской области России. Административный центр и единственный населённый пункт Золотоножского сельсовета.

## География
Село Золотоножка стоит в нижнем течении реки Холустай (правый приток реки Дим, бассейн Амура).
Село Золотоножка расположено к северо-востоку от районного центра Константиновского района села Константиновка.
Автомобильная дорога идёт через сёла Ключи и Нижняя Полтавка, расстояние — 43 км.
От села Золотоножка на север идёт дорога к селу Зеньковка, далее выезд на автодорогу областного значения Благовещенск — Тамбовка — Завитинск (Райчихинск); из окрестностей села Золотоножка на запад — к селу Верхняя Полтавка.

## Население
| 2002 | 2010 | 2012 | 2013 | 2014 | 2015 | 2016 |
| ---- | ---- | ---- | ---- | ---- | ---- | ---- |
| 372  | ↘265 | ↘257 | ↘227 | ↗230 | ↘229 | →229 |
| 2017 | 2018 |      |      |      |      |      |
| ↘227 | ↘224 |      |      |      |      |      |

## Улицы
- ул. Дальневосточная,
- ул. Луговая,
- ул. Школьная.

## Экономика
- Сельскохозяйственные предприятия Константиновского района.